# Filipowice (powiat krakowski)
Filipowice – wieś w Polsce, położona w województwie małopolskim, w powiecie krakowskim, w gminie Krzeszowice.
Wieś położona w województwie krakowskim wraz z folwarkiem wchodziła w 1662 roku w skład hrabstwa tęczyńskiego Łukasza Opalińskiego.
W latach 1975–1998 miejscowość należała administracyjnie do województwa krakowskiego.

## Integralne części wsi
| SIMC    | Nazwa      | Rodzaj    |
| ------- | ---------- | --------- |
| 0324151 | Blech      | część wsi |
| 0324168 | Palikówka  | część wsi |
| 0324174 | Psia Górka | część wsi |
| 0324180 | Skała      | część wsi |
| 0324197 | Wzgórze    | część wsi |
| 0324205 | Zagroda    | część wsi |

## Toponimia
Nazwa Filipowice pochodzi prawdopodobnie od właściciela lub jej założyciela o imieniu Filip, który był około roku 1340 najpewniej sołtysem. W późniejszym okresie nazwisko ukształtowane od tego imienia było pisane następująco: Filipp, Filipek. Nazwisko Filipek przetrwało we wsi do obecnych czasów.
Słownik geograficzny Królestwa Polskiego z 1881 roku podaje (tom II, s. 389) przy haśle Filipowice niemiecki odpowiednik tej nazwy Philippsdorf, czyli wieś Filipa. Miejscowa zaś legenda głosi, że nazwę wiosce nadał bliżej nieokreślony książę Filip, któremu bardzo spodobały się te tereny w czasie polowania.

## Geografia
Filipowice położone są na Wyżynie Krakowsko-Częstochowskiej na dwóch różnych mezoregionach. Północna część Filipowic leży na Wyżynie Olkuskiej. Część południowa położona jest w Rowie Krzeszowickim. Wieś położona jest w Dolinie Filipówki pochodzenia jurajskiego, wydobywano tutaj tuf filipowicki, pochodzenia wulkanicznego, z którego zbudowany jest kościół parafialny . Od strony wschodniej znaczna część Filipowic leży w Dolinie Kamienic. Najwyższymi wzniesieniami Filipowic są: Kowalska Góra 439,8 m n.p.m. oraz Gierasowa Góra 421,5 m n.p.m. Przez Filipowice przepływa potok Filipówka. Rzeka ta zwana była także Cudowną, co odnotowuje Słownik geograficzny Królestwa Polskiego z 1881 roku. Brało się to stąd, że okolicznym mieszkańcom ustępowały różne dolegliwości po wypiciu wody pobranej ze źródła w tzw. Padańcu. Od strony południowej granicę Filipowic stanowi rzeka Dulówka.
W rejonie Filipowic kopalnie węgla działające od 1805 („Filipowice”, „Wiśniowa Góra”, później „Leopold”) prowadziły na małą skalę wydobycie węgla.
Na terenie miejscowości mieści się: szkoła podstawowa im. Stanisława Wyspiańskiego, biblioteka, kościół pw. NMP, cmentarz.
Miejscowość zamieszkują wyznawcy Kościoła rzymskokatolickiego i Świadków Jehowy.

## Osoby związane z miejscowością
- Magdalena Zawadzka.

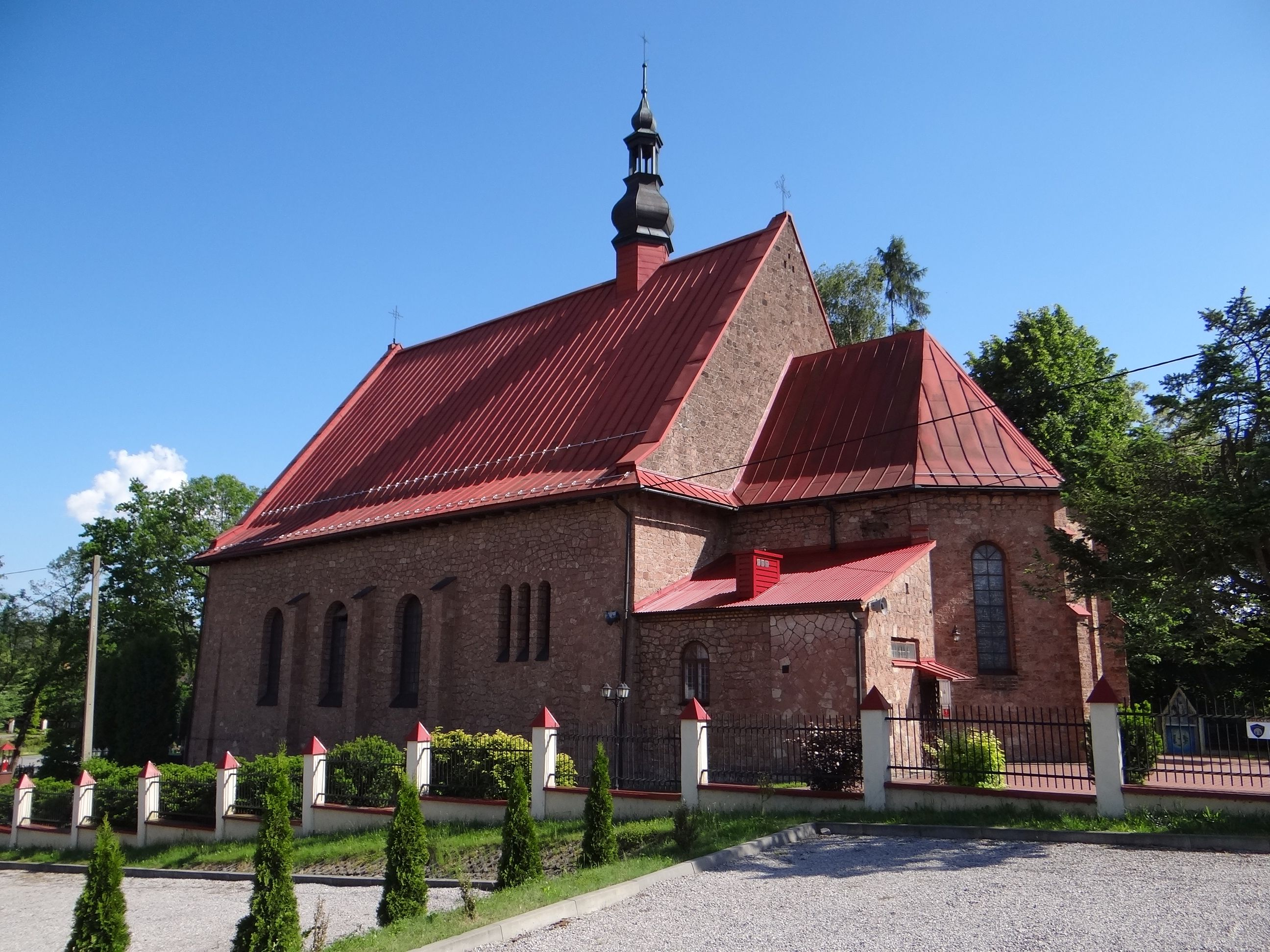
Kościół
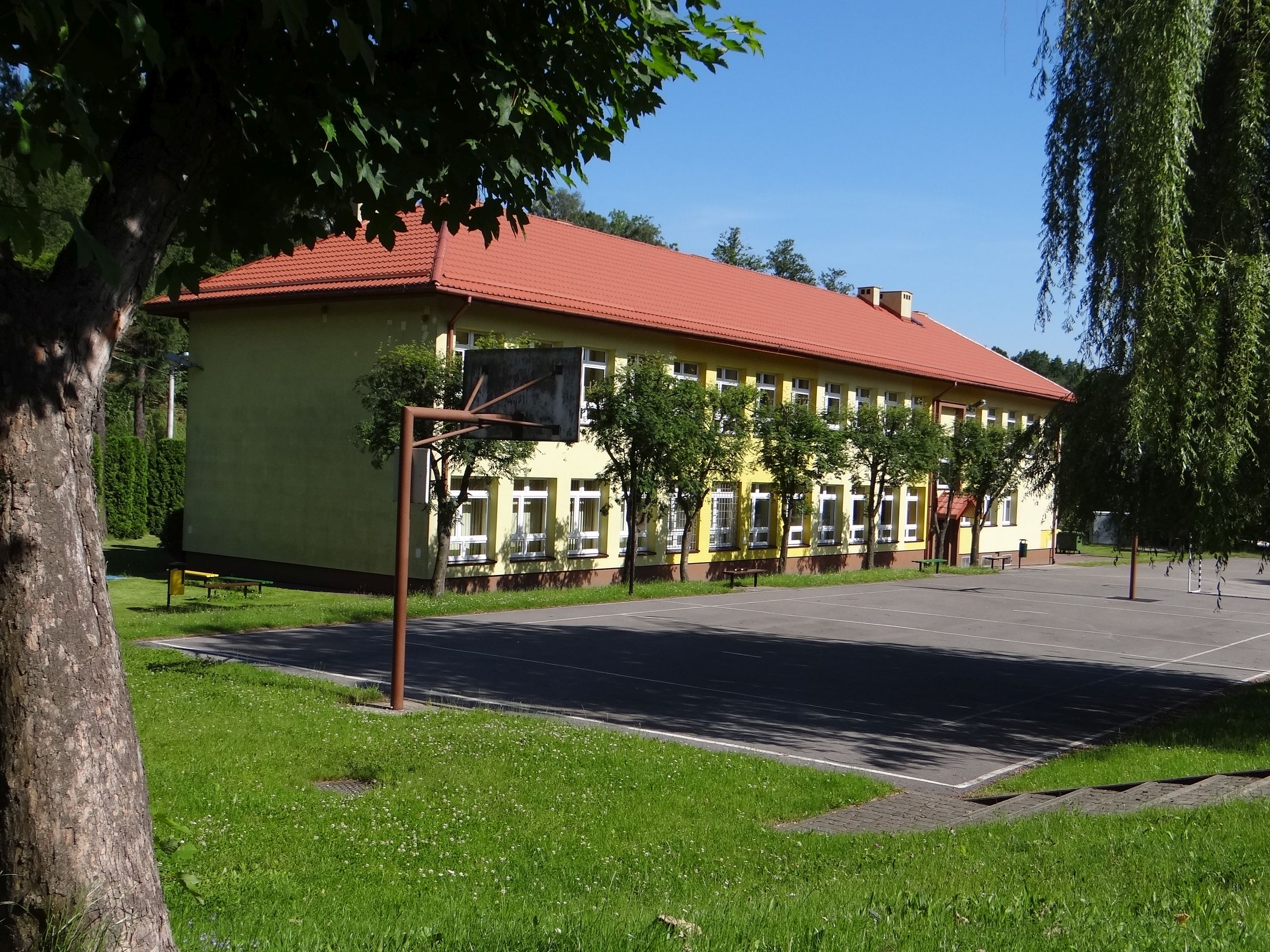
Szkoła
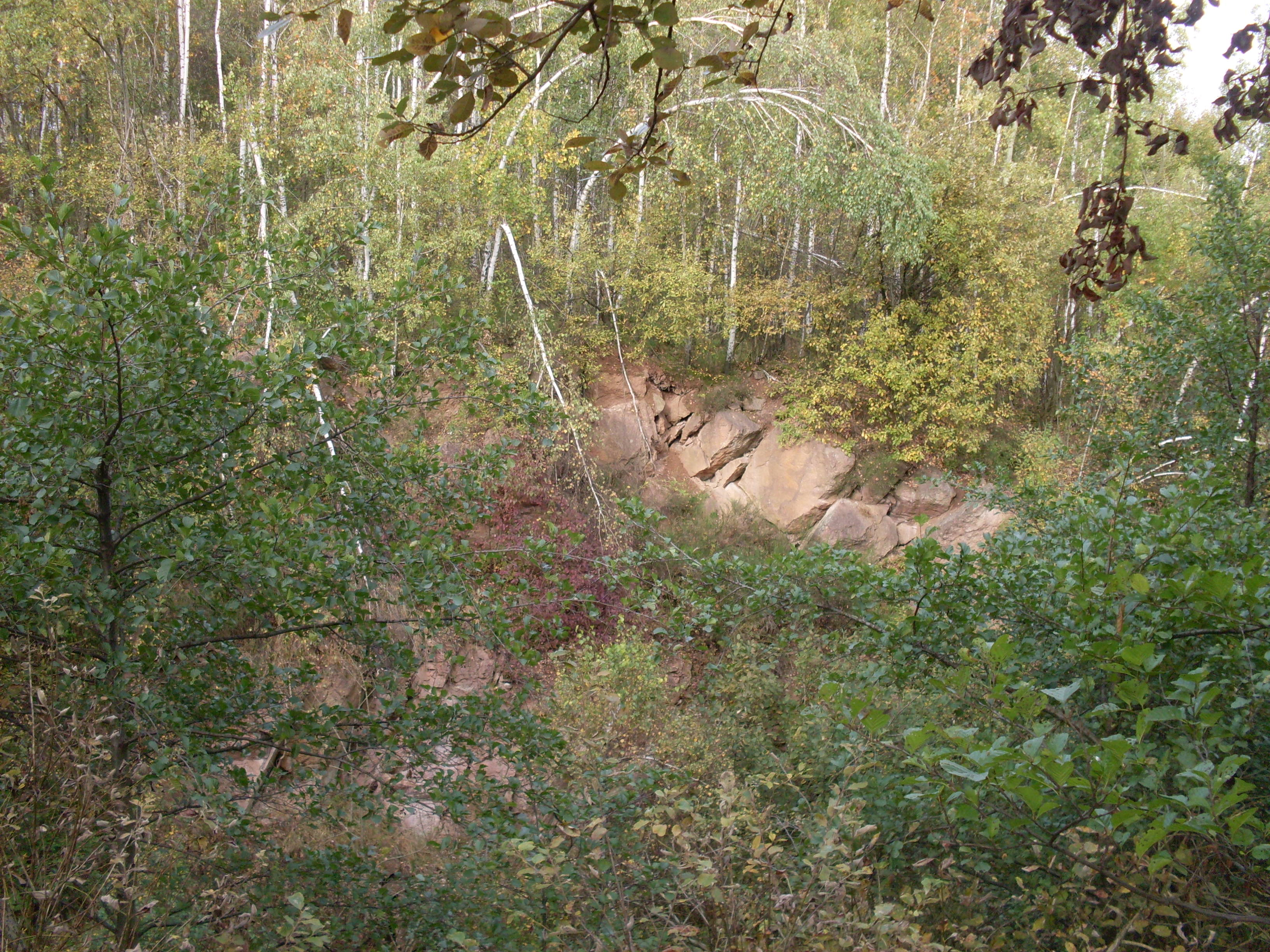
Kamieniołom Czerwona Góra